# Pneumatopteris aberrans
Pneumatopteris aberrans är en kärrbräkenväxtart som beskrevs av Holtt. Pneumatopteris aberrans ingår i släktet Pneumatopteris och familjen Thelypteridaceae. Inga underarter finns listade.